# Hôtel Plaza (Biarritz)
Pour les articles homonymes, voir Hôtel Plaza.
L'hôtel Plaza Biarritz Plage est un hôtel de luxe situé à Biarritz, dans le département français des Pyrénées-Atlantiques en région Nouvelle-Aquitaine. 
Ses façades, ses toitures, ses escaliers et ascenseurs ainsi que des galeries font l'objet d'une inscription auprès des monuments historiques par arrêté du 30 mai 1990.

## Présentation
L'hôtel est une œuvre des architectes Louis-Hippolyte Boileau et Paul Perrotte en 1928. 
Le Plaza fait partie des édifices emblématiques de Biarritz et constitue un des héritages des années folles de la ville. Il a réussi conservé son mobilier suite à trois périodes de rénovations.
L'établissement compte actuellement 69 chambres et un bar à cocktails.

## Histoire
En 2017, la chaîne hôtelière Mercure du groupe Accor rachète l'hôtel et le rénove. Il prend ainsi le nom de Mercure Plaza.

L'hôtel est écolabellisé en 2024 et dénommé Hôtel Plaza Biarritz Plage - Handwritten Collection.